# Rijnenburg (Hazerswoude)
Rijnenburg is een hofstede en voormalig kasteel in het Nederlandse dorp Hazerswoude-Rijndijk, provincie Zuid-Holland.

## Geschiedenis
Het kasteel zou het stamslot zijn geweest van de familie Van Rhinen. Deze familie stierf in de 13e eeuw uit waardoor het kasteel weer terugviel aan de graaf van Holland. Nikolaas van Cats droeg in 1282 het kasteel over aan graaf Floris V in ruil voor andere goederen en in 1299 kreeg Simon van Benshem het kasteel in bewaring. In 1314 werd Rijnenburg opgedragen aan de graaf, waarna in 1315 de toenmalige huurder Gozewijn van Rossum met het kasteel werd beleend; voorwaarde was dat Rijnenburg zou dienen als open huis voor de graaf.
Willem van Oudshoorn werd in 1329 door graaf Willem III beleend met het kasteel en 45 morgen aan land.
In 1357 volgde een belening aan Bartholomeus van Raaphorst. Zijn nazaten volgden hem in de belening op.
In 1420 woedden de Hoekse en Kabeljauwse twisten. Hierbij werd Rijnenburg verwoest. Het kasteel werd niet meer herbouwd.

### Hofstede
Ernst van Mandersloo werd in 1594 met Rijnenburg beleend. Everard Joost van Mandersloo liet de vervallen boerderij die naast de voormalige kasteelplaats stond, in 1614 vervangen door een hofstede.
Van 1646 tot 1676 was Reynier Pauw eigenaar.
Jan van Rijn kreeg de hofstede Rijnenburg in 1724 in bezit. Hij zorgde ervoor dat het leengoed werd omgezet in een allodium.
In 1928 kocht zuivelbedrijf Hollandia de hofstede aan.
In 1985 was de hofstede vervallen geraakt. De nieuwe eigenaar heeft het gebouw gerestaureerd.

## Beschrijving

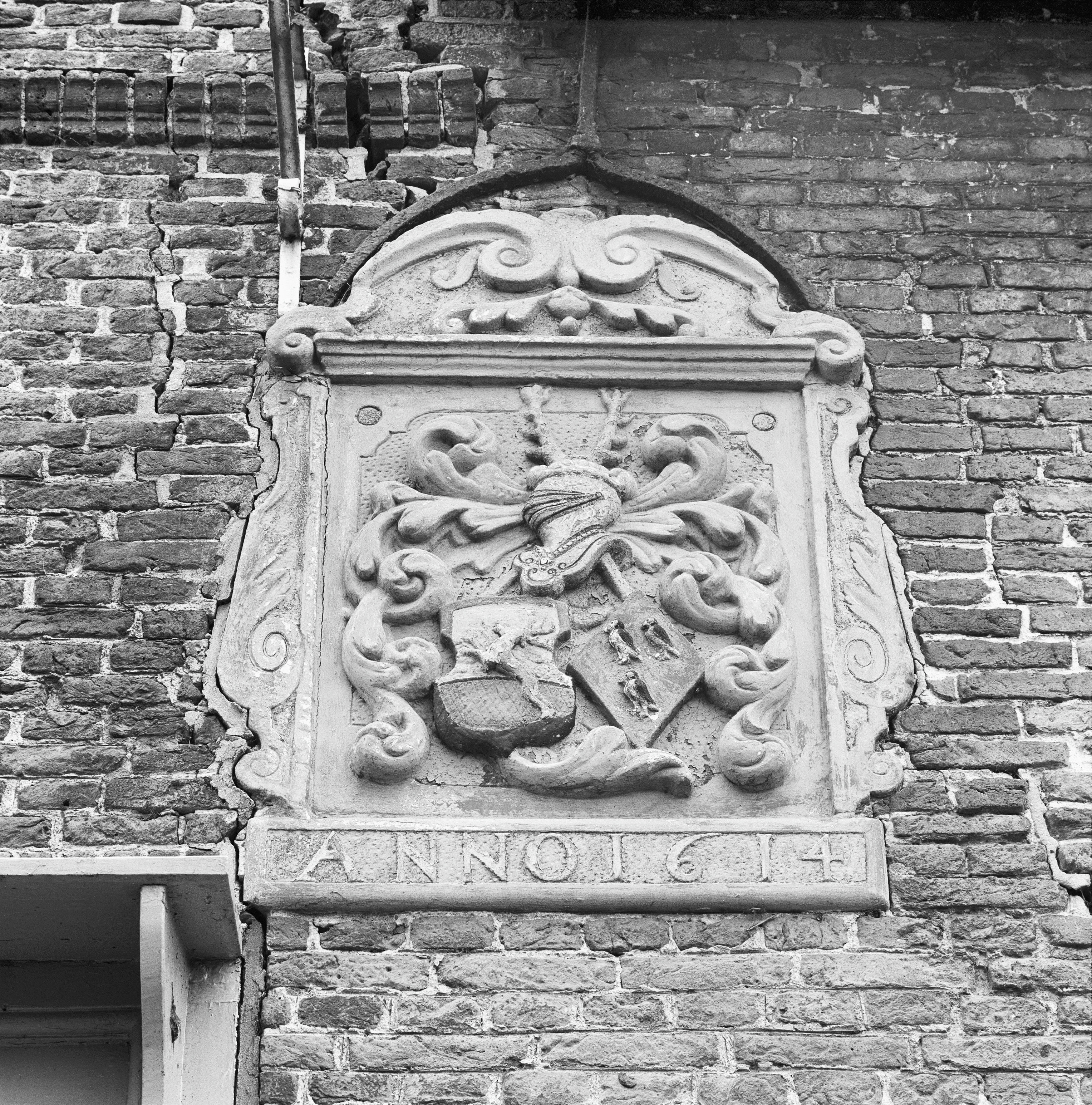
Gevelsteen uit 1614

Het middeleeuwse Rijnenburg was een vierkant kasteel met torens en woonvleugels rond een binnenplein. Bij graafwerk in 1933 zijn restanten van Rijnenburg aangetroffen, zoals de poorttoren, een ronde hoektoren en een rechthoekig gebouw.
De hofstede Rijnenburg heeft een trapgevel en een uitgebouwde zijvleugel. In de gevel is een wapensteen van jonker Mandersloo met het jaartal 1614 aangebracht. Het gebouw is een rijksmonument.
Abbenbroek · Abspoel · Adegeest · Slot Alkemade ·  Altena · Arkelsburg · Bellesteyn · Huis ten Berghe · Binckhorst · Binnenhof · Blijdestein · Te Blotinghe · Boekenburg · Boekhorst · Boshuysen · Bulgersteyn · Burcht (Leiden) · Burcht (Voorne) · Slot Capelle · Coebel · Cranenburg · Crayestein · Cronesteyn · Crooswijk · Develstein · 't Huys Dever · Dirks Steenhuis · Ter Does · Duivenstein · Duivenvoorde · Endegeest · Endepoel · Foreest · Giessenburg · Gravensteen · Groot Haesebroek · 's Heeraartsberg · Hof van Wateringen · Holy · Slot Honingen · Kasteel van de Heren van Arkel · Kasteel van Gouda · Keenenburg · Kasteel Keukenhof · Klein Poelgeest · Huis te Langerak · Langestein · Huis te Liesveld · Ter Lips · De Loo · Madeburcht · Marenburch · Meerburg · Huis te Merwede · Huis ter Mey · Kasteel van der Meye · Niemandsvriend · Noordeloos · Oud-Berendrecht · Oud-Poelgeest · Oud Teylingen · Paddenpoel · Persijn · Groot Poelgeest · Hof van Putten · Puttensteyn · Landgoed De Raephorst · Kasteel Ravesteyn · Kasteel van Rhoon · Rijnegom · Rijnenburg · Huis te Riviere · Rodenburg · Hofstad Rodenrijs · Rodenrijs · Rosenburgh · Huis Roucoop · Santhorst · Schelluinderberg · Schonenburg · Kasteel van Schoonhoven · Souburgh · Spangen · Starrenburg · Huis ter Specke · Steenvoorde · Stenevelt · Slot Teylingen · Den Toll · Torenvliet · Slot Valckesteyn · Huis ter Waard · Warmont · Ter Weer · Hof van Wena · Kasteel Westerbeek · Huis te Woude · Kasteel van IJsselmonde · 't Zand · Huis Zevender · Kasteel aan de Zevender · Zijlhof · Zonneveld · Huis Zuidwijk · Zwieten